# Vannes OC
Vannes OC is een Franse voetbalclub uit Vannes, Morbihan (Bretagne). De club werd in 1998 opgericht na een fusie tussen Véloce Vannes en FC Vannes (dat als sinds 1892 bestond). Vannes speelde eerst in de vijfde divisie en promoveerde meteen naar de vierde divisie. Na enkele seizoenen daar werd Vannes kampioen in 2005 en promoveerde zo voor het eerst naar de derde divisie (Championnat National). In 2008 stootte de club door naar de Ligue 2. In 2008/09 haalde de club de finale van de Coupe de la Ligue, waar het echter verloor van eersteklasser Girondins de Bordeaux. In het seizoen 2010/11 eindigde Vannes op een degradatieplaats, waardoor het terug zakte naar de Championnat National. In 2014 degradeerde de club uit de Championnat National en zakte om financiële redenen zelfs vrijwillig naar de Division Honneur (zesde klasse). Door herstructurering in het voetbal promoveerde de club in 2017 ondanks een vijfde plaats. In 2018 promoveerde de club opnieuw en speelde vijf seizoenen in de National 2. 

## Erelijst
Kampioen derde divisie in 2008
Kampioen vierde divisie in 2005

## Bekende (ex-)spelers
- Didier Drogba (jeugd)
- Frédéric Duplus
- Loïc Loval
- Sylvain Marveaux (jeugd)
- Valéry Mezague